# Pou de gel del Torrent Gran
El Pou de gel del Torrent Gran és una obra d'Abrera (Baix Llobregat) inclosa a l'Inventari del Patrimoni Arquitectònic de Catalunya.

## Descripció
Pou de gel que compta amb una cúpula amb una obertura al centre a mode d'oculus i un accés a nivell de sòl. És possible que la façana estigués coberta per grans carreus escairats, que han anat desapareixent deixant a la vista una estructura de còdols. L'aparença exterior podria ser hexagonal, tot i que actualment és difícil de veure.
L'Ajuntament d'Abrera el pretén fer visitable, i fins fa poc es va utilitzar com a barraca per deixar-hi eines de la gent que treballa l'hort on es localitza el pou.
A pocs metres, a una cota inferior, hi ha una acumulació d'aigua natural a mode d'aiguamoll. És probable que es pugui relacionar amb les típiques basses associades a aquest tipus de pous que servien per produir gel.